# Молодіжна збірна Італії з хокею із шайбою
Молодіжна збірна Італії з хокею із шайбою — національна молодіжна команда Італії з хокею із шайбою, складена з гравців віком не більше 20 років, що представляє країну на міжнародних змаганнях.

## Історія
Молодіжна збірна Італії є постійним учасником чемпіонатів світу серед молодіжних команд, до 2000-их років виступали здебільшого у групах «В» та «С». З 2001 року беруть участь у першому дивізіоні, останній чемпіонат світу виступали у першому дивізіоні група «В».

## Результати на чемпіонатах світу
- 1979 рік – Закінчили на 7-му місці (Група «В»)
- 1980 рік – Закінчили на 6-му місці (Група «В»)
- 1981 рік – Закінчили на 7-му місці (Група «В»)
- 1982 рік – Закінчили на 6-му місці (Група «В»)
- 1983 рік – Закінчили на 8-му місці (Група «В»)
- 1984 рік – Закінчили на 1-му місці (Група «С»)
- 1985 рік - Закінчили на 6-му місці (Група «В»)
- 1986 рік - Закінчили на 7-му місці (Група «В»)
- 1987 рік – Закінчили на 8-му місці (Група «В»)
- 1988 рік – Закінчили на 2-му місці (Група «C»)
- 1989 рік – Закінчили на 2-му місці (Група «C»)
- 1990 рік – Закінчили на 3-му місці (Група «C»)
- 1991 рік – Закінчили на 2-му місці (Група «C»)
- 1992 рік – Закінчили на 1-му місці (Група «С»)
- 1993 рік – Закінчили на 3-му місці (Група «В»)
- 1994 рік – Закінчили на 5-му місці (Група «В»)
- 1995 рік – Закінчили на 8-му місці (Група «В»)
- 1996 рік – Закінчили на 5-му місці (Група «В»)
- 1997 рік – Закінчили на 8-му місці (Група «В»)
- 1998 рік – Закінчили на 2-му місці (Група «С»)
- 1999 рік – Закінчили на 1-му місці (Група «С»)
- 2000 рік – Закінчили на 6-му місці (Група «В»)
- 2001 рік – Закінчили на 7-му місці (Дивізіон І)
- 2002 рік – Закінчили на 8-му місці (Дивізіон І)
- 2003 рік – Закінчили на 5-му місці (Дивізіон І Група «А»)
- 2004 рік – Закінчили на 4-му місці (Дивізіон І Група «В»)
- 2005 рік – Закінчили на 5-му місці (Дивізіон І Група «А»)
- 2006 рік – Закінчили на 3-му місці (Дивізіон І Група «В»)
- 2007 рік – Закінчили на 6-му місці (Дивізіон І Група «В»)
- 2008 рік – Закінчили на 1-му місці (Дивізіон II Група «А»)
- 2009 рік – Закінчили на 4-му місці (Дивізіон І Група «В»)
- 2010 рік – Закінчили на 3-му місці (Дивізіон І Група «В»)
- 2011 рік – Закінчили на 4-му місці (Дивізіон І Група «А»)
- 2012 рік – Закінчили на 3-му місці (Дивізіон І Група «В»)
- 2013 рік – Закінчили на 3-му місці (Дивізіон І Група «В»)
- 2014 рік – Закінчили на 1-му місці (Дивізіон І Група «В»)
- 2015 рік – Закінчили на 4-му місці (Дивізіон І Група «А»)
- 2016 рік – Закінчили на 6-му місці (Дивізіон І Група «А»)
- 2017 рік – Закінчили на 4-му місці (Дивізіон І Група «В»)
- 2018 рік – Закінчили на 5-му місці (Дивізіон І Група «В»)
- 2019 рік – Закінчили на 4-му місці (Дивізіон І Група «В»)
- 2020 рік – Закінчили на 6-му місці (Дивізіон І Група «В»)
- 2021 рік – Турніри дивізіонів I, II та III скасовано через пандемію COVID 19.
- 2022 рік – Закінчили на 1-му місці (Дивізіон II Група «А»)
- 2023 рік – Закінчили на 3-му місці (Дивізіон І Група «В»)
- 2024 рік – Закінчили на 3-му місці (Дивізіон І Група «В»)
- 2025 рік – Закінчили на 3-му місці (Дивізіон І Група «В»)